# Audi S2
Audi S2 — спортивный автомобиль разработки Audi AG, выпускавшийся подразделением quattro GmbH (ныне Audi Sport GmbH) на платформе Audi 80 (B4) в городе Неккарзульм (Германия) в период с 1991 по 1995 год. Audi S2 является первым автомобилем спортивной серии Audi S. В 1994 году был выпущен более мощный спортивный Audi RS 2 Avant.

## Технические характеристики
| Двигатель            | 2226 см3 I5 (турбо)                      |
| Мощность двигателя   | 162 — 169 кВт (220—230 л. с.)            |
| Трансмиссия          | Механическая 5 ступ. (6 ступ. с 1993 г.) |
| Разгон (0-100 км/ч.) | 6.1 — 5.8 сек.                           |
| Макс. скорость       | 242 км/ч                                 |
| Вес                  | 1525 кг                                  |

## Галерея

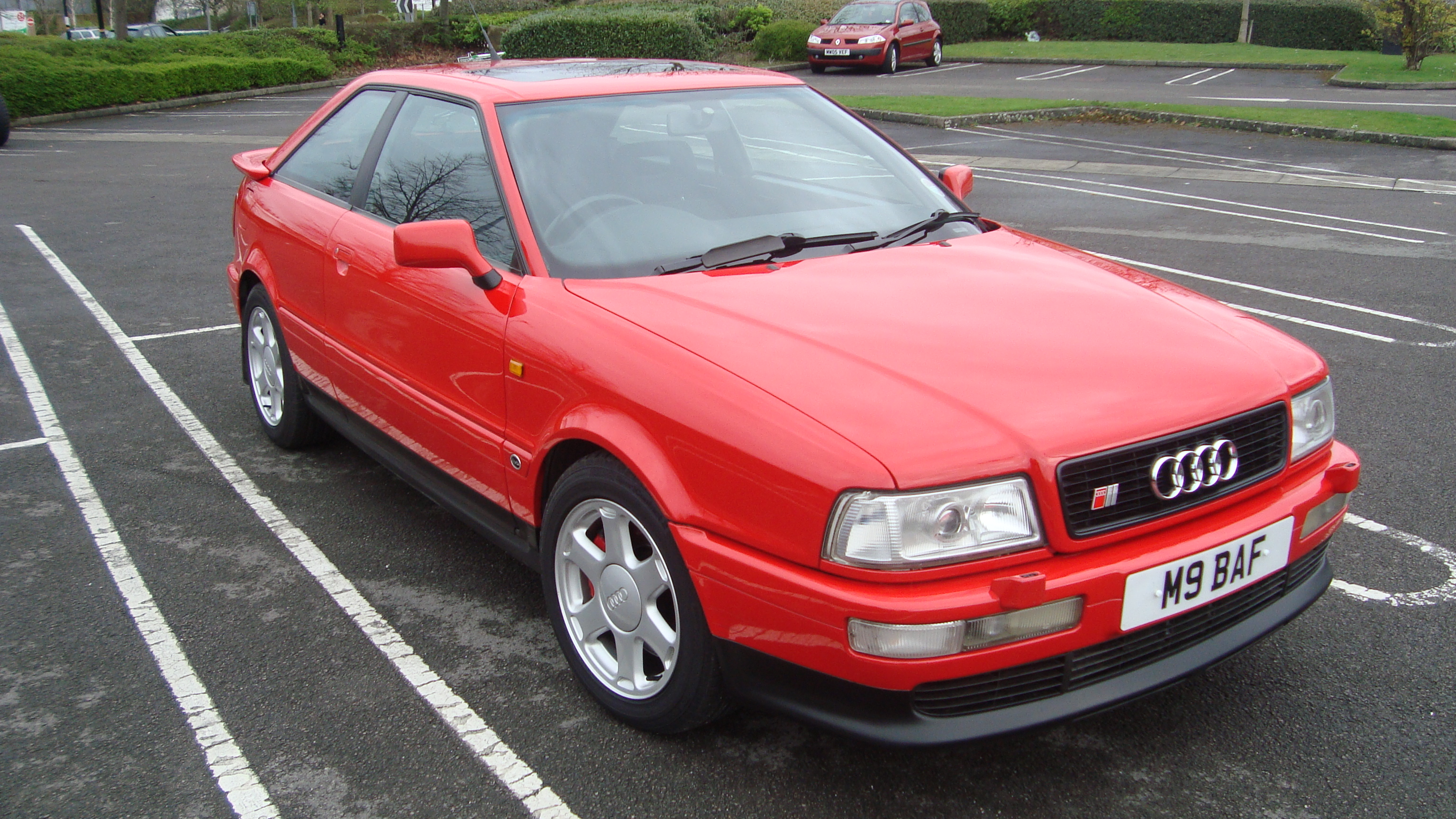
S2
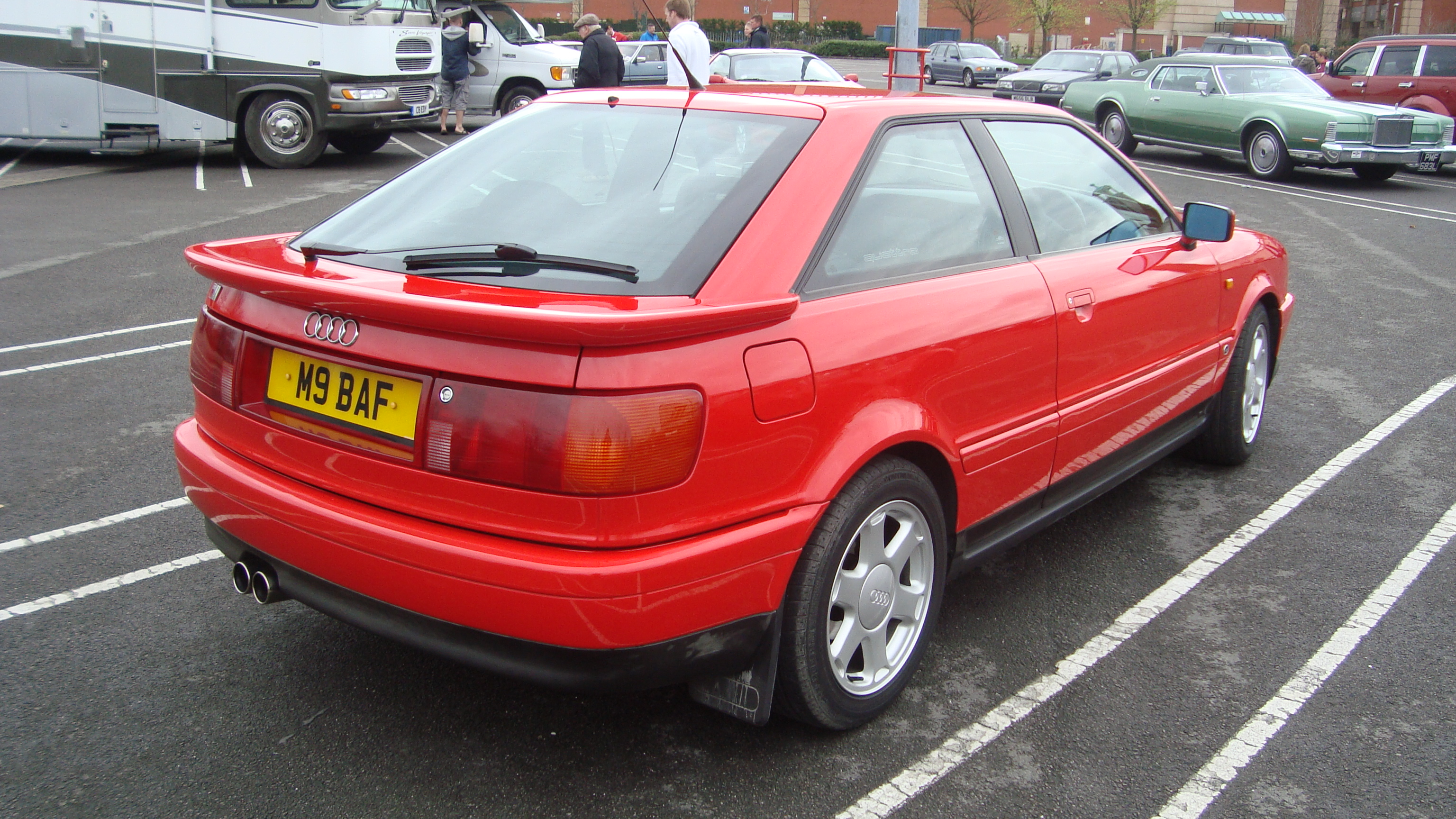
S2 (вид сзади)
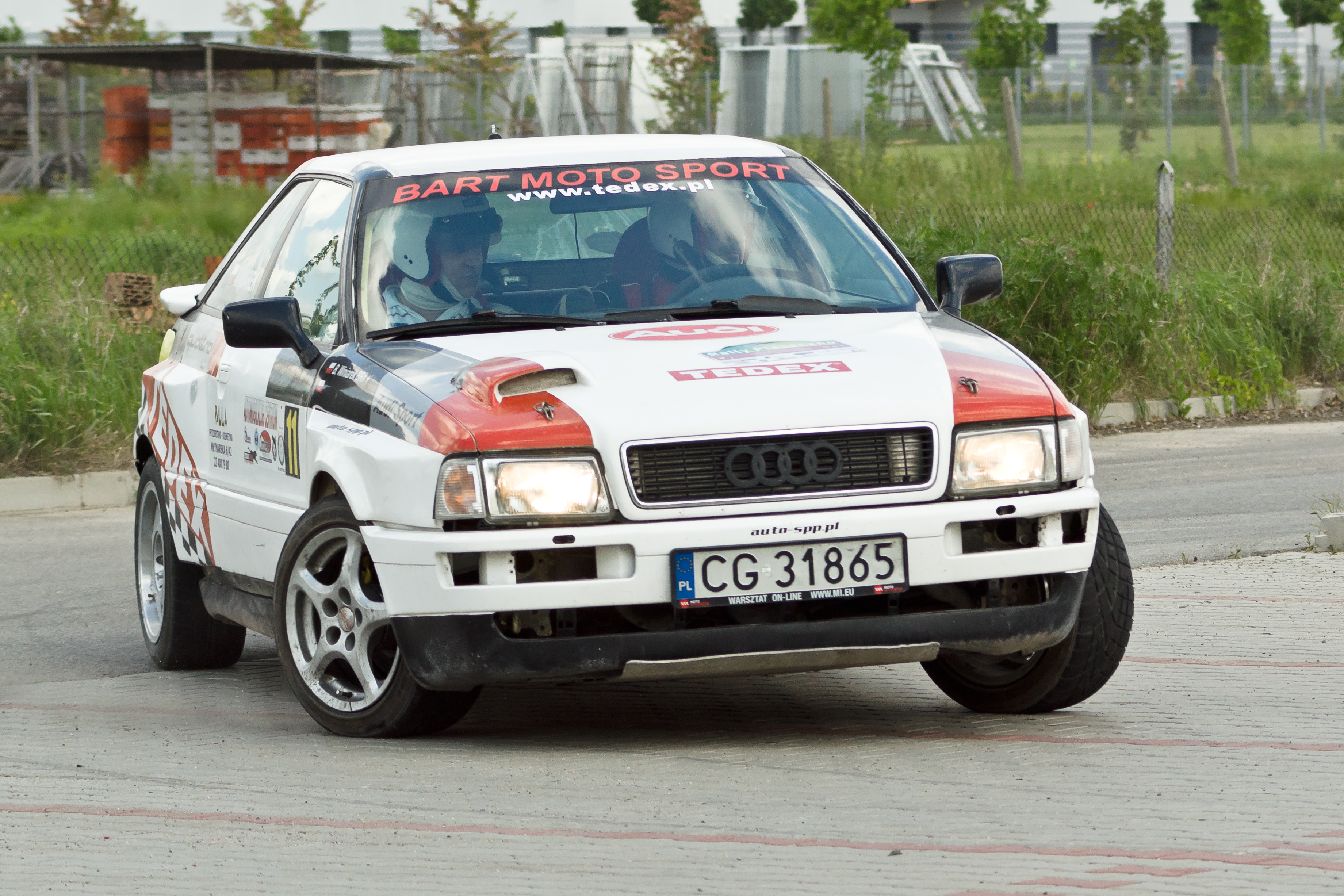
Раллийный S2
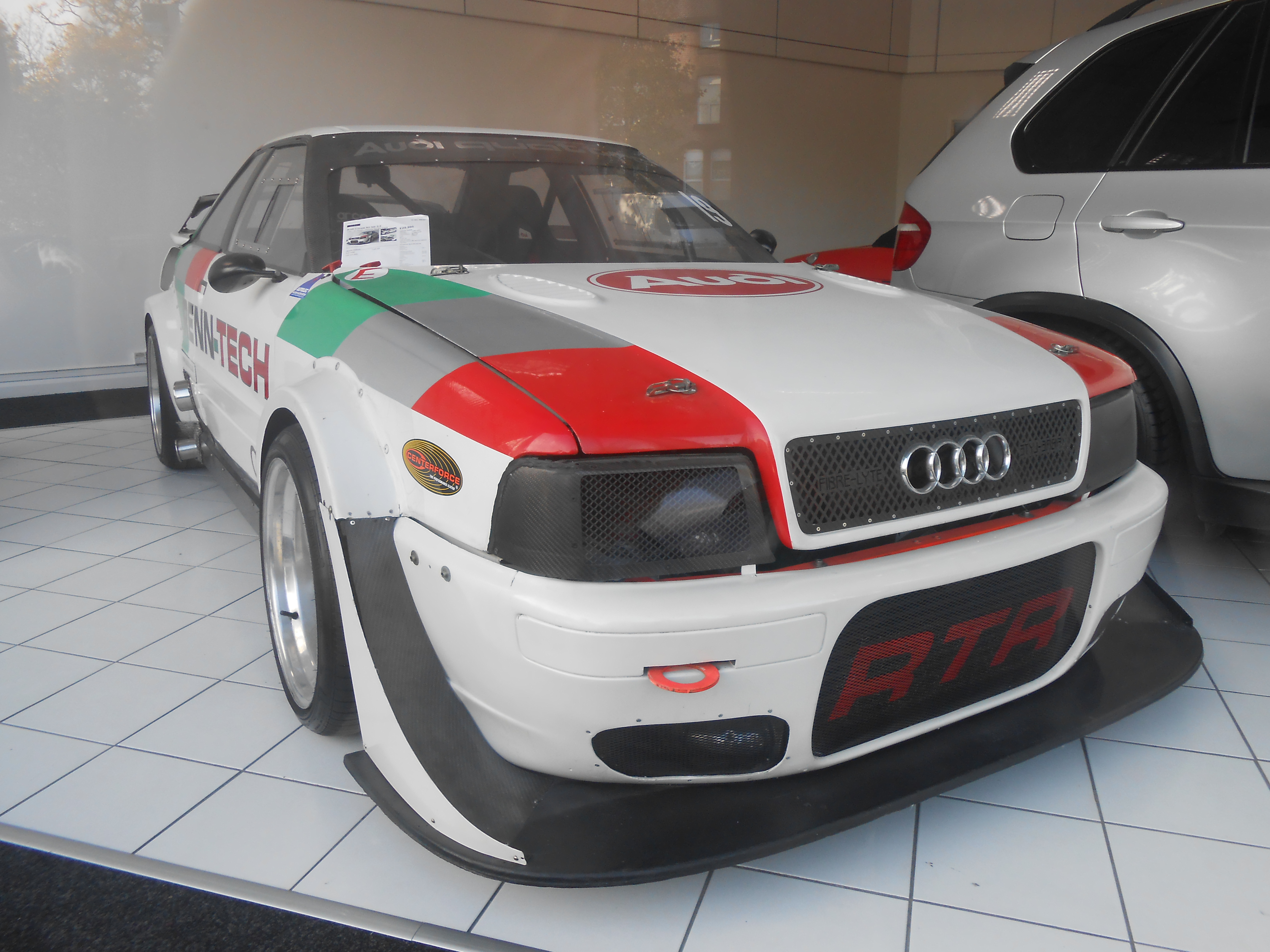
Туринговый S2